# Dagmar Gille
Dagmar Henrietta Elisabet Gille, född 26 september 1902 i Maria Magdalena församling, Stockholm, död 12 april 1993 i Gävle, var en svensk operettsångerska, professionellt verksam fram till 1929 då hon gifte sig med Philibert Humbla. 

## Biografi
Dagmar Gille var dotter till grosshandlare Henrik Gille och Anna Sundberg. 
Hon scendebuterade på Oscarsteatern 1923 som Serpolette i operetten Cornevilles klockor och hade engagemang där fram till 1925. Påföljande säsong spelade hon på Södra Teatern och sommaren 1926 var hon hos Karl Gerhard vid Folkteatern i Göteborg. Hennes sista säsonger var 1926–1927 vid Folkteatern i Stockholm och hösten 1927 vid Södra Teatern.  
Hon gifte sig 1929 med konsthistorikern Philibert Humbla, som då var intendent på Göteborgs Konsthall.

## Filmografi
- 1925 – Kalle Utter

## Teater

### Roller (ej komplett)
| År   | Roll                                      | Produktion                                                                           | Regi             | Teater        |
| ---- | ----------------------------------------- | ------------------------------------------------------------------------------------ | ---------------- | ------------- |
| 1923 | Madame Dubois                             | Katja Jean Gilbert, Leopold Jacobson och Rudolph Österreicher                        | Nils Johannisson | Oscarsteatern |
| 1923 |                                           | Jungfruburen Alfred Maria Willner, Heinz Reichert, Franz Schubert och Heinrich Berté | Nils Johannisson | Oscarsteatern |
| 1926 | Medverkande                               | Slag i slag, revy Emil Norlander                                                     |                  | Södra Teatern |
| 1926 | Margareta Dubois                          | Dagens hjälte Carlo Keil-Möller                                                      | Rune Carlsten    | Södra Teatern |
| 1926 |                                           | Damen utan slöja August Neidhart, Lothar Sachs och Byjacco                           | Oskar Textorius  | Södra Teatern |
| 1926 |                                           | Mussolini Jens Locher                                                                | Sigurd Wallén    | Folkteatern   |
| 1927 | Lola Kasäll, primadonna vid Cirkusteatern | Revyprimadonnan Svasse Bergqvist                                                     | Sigurd Wallén    | Folkteatern   |
| 1927 |                                           | När oskulden sover Johann Strauss den yngre, Oskar Friedman och Fritz Lunzer         | Thure Alfe       | Södra Teatern |